# Томасшлак

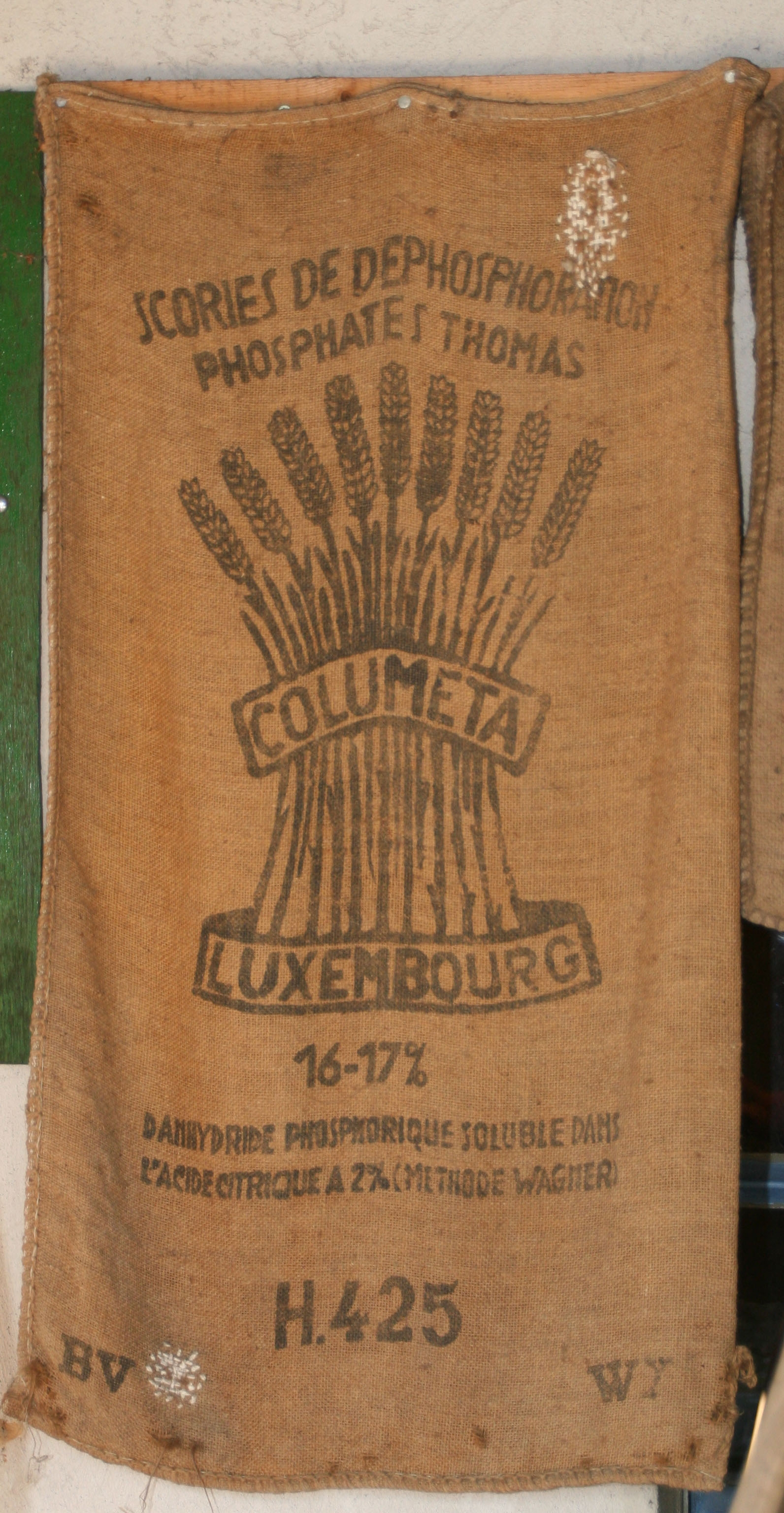
Мешок Томасшлака

Томасшлак (примерно Са3(РО4)2·СаО) — продукт взаимодействия оксида фосфора Р2О5 с известью СаО. Получается в виде шлака при томасировании чугуна — удалении из него фосфора по конверторному методу С. Томаса. Томасшлак — ценное минеральное удобрение.
Является отходом металлургического производства. Он образуется при переработке чугуна с большим содержанием фосфора в техническое железо томасовским способом. Отличается от нормального фосфата кальция тем, что содержит в составе избыток CaO, благодаря чему является сильно щелочным. Томасшлак применяют в виде тонко размолотого порошка на сильно кислых почвах (например, торфянистых и болотистых), где он нейтрализует избыток кислот и одновременно обогащает почву фосфором.